# Trg
Trg je urbanistični del mesta, ki praviloma zajema večjo odprto površino (odprt javni prostor), lahko pa je notranjost trga pozidana (npr. Rusjanov trg, Preglov trg in Brodarjev trg v soseski Fužine v Ljubljani).
Trgi v urbanističnem smislu so odprti prostori pred cerkvami in večjimi zgradbami, v katerih imajo sedež javne ustanove in pomembnejša podjetja. Nekoč so predstavljali važen gospodarski, družbeni in kulturni dejavnik v življenju mesta, saj je velika površina omogočala druženje meščanov. Še danes so trgi velikega pomena za prebivalstvo, ker dovoljujejo različne interakcije med ljudmi. Nekateri trgi nudijo usluge gospodarskega značaja, kot prodajanje in kupovanje izdelkov, drugi so opremljeni bolj za kulturne dejavnosti, recimo glasbene prireditve, veliko prostorov zavzemajo parkirišča, Večina trgov pa je danes na razpolago za sprehajanja in družabnost. Opremljeni so s klopicami in gredicami, ponekod z malimi igrišči za otroke.

## Izvor in pomen besede
Slovenska (in sploh južnoslovanska) beseda trg za oznako večjega odprtega prostora je posebnost, v primerjavi z drugimi evropskimi jeziki. Vsi večji jeziki imajo za ta pojem besedo, ki ga na kak način opisuje, na primer stara latinščina (forum pomeni odprtina), romanski jeziki (plaza, place, piazza pomeni prostor), angleščina (square pomeni kvadrat), ruščina in bolgarščina (ploščad' pomeni površina), češčina (náměstí pomeni v mestu). Slovenščina ni izpeljala besede iz že obstoječega imena, temveč jo je ustvarila na novo. Ker spominja na švedski torg, nekateri jezikoslovci povezujejo izvor besede s prvimi stiki Slovanov s keltskimi in germanskimi ljudstvi še iz prazgodovine.. Ta izvor besede bi tudi pojasnil njen nadaljnji razvoj. Stik z drugimi narodi je pomenil izmenjavo dobrin, kar se je seveda odvijalo na primernem odprtem prostoru, trgu, torej je to bilo trgovanje. Veliko pozneje, v srednjem veku, je postala trg tudi vas, ki je trgovala, torej večje naselje, kjer se je prirejal sejem. Tako imamo danes tri pomene za besedo trg: odprt prostor sredi naselja, naselje manjše od mesta in pomembnejše od vasi, tržišče v širšem pomenu.

## Zgodovina
Odprte prostore sredi naselja se da zaslediti skoraj v vseh primitivnih kulturah. Ko je pračlovek opustil nomadsko življenje, si je postavil stalna bivališča eno ob drugem, v krogu, polkrogu ali kvadratu, kjer je v središču ostajal odkrit zavarovan prostor. Pozneje, ko so nastala prva mesta (4. tisočletje pr. n. št.), je bilo več takih zavarovanih prostorov, ki jih še ne moremo imenovati trg, ker so služila samo specifičnim potrebam po prostoru, na primer delavnicam. S časom pa je en sam odprt prostor postal center dogajanja, to je bilo dvorišče (prostor za dvor) pred kraljevo palačo, zato je moral biti večji in primerno urejen. Tako je nastal trg in moderno pojmovanje mesta.

### Stara Grčija
Starogrške polis ali mestne države, kjer ni bilo več kralja, temveč je bila oblast v rokah ljudstva, so popolnoma spremenile namembnost trga. To ni bil več vrt ali dvorišče pred kraljevo palačo, temveč prostor, kjer se je zbiralo prebivalstvo in odločalo o  zakonodaji, torej središče političnega dogajanja. Trg, imenovan agorà, je postal najpomembnejša točka mesta, zato so imeli ob njem sedež vsi predstavniki oblasti, tako laične kot cerkvene. Tu so se razvijali trgovski stiki, sejmi in kulturne prireditve. V 5. stoletju so se že razlikovale tri vrste starogrškega trga. V obmorskih krajih, kjer se je razvijala živahna prekomorska trgovina, je bil trg ob obali, V naseljih, ki so se bavila z notranjo trgovino, je bil trg blizu mestnih vrat. Mesta, kjer se je odvijalo predvsem politično in versko življenje, so imela trg v samem središču.

### Rimski imperij
Rimljani so spet nekoliko obnovili namembnost trga, posebno v krajih, ki so bili oddaljeni od Rima. Ostala je raba prostora za politične, verske in kulturne namene, a enako pomembno jim je bilo razkazovanje svoje moči in slave. Za pojmovanje starih Rimljanov je bilo nujno, da že videz glavnega mestnega trga pokaže vso veličino imperija. Pri ustanavljanju novih mest je bilo treba predvideti ne samo gradnjo gledališča, amfiteatra, bazilike, term in templja, temveč tudi in predvsem foruma. Forum je bil osrednji trg, kjer se je odvijalo politično in versko življenje prebivalcev, zato je moral biti še posebno mogočen.

### Srednji vek
V Evropi je v srednjem veku trg izgubil svoj pomen, ker so se ljudje zatekali pod varstvo plemičev in si ustvarjali bivališča čim tesneje ob gradovih. Pozneje, med 12. in 14. stoletjem, so mestna obzidja postala nepotrebna in mesta so ponovno rasla na ravninah ob križiščih prometnih poti ali ob sotočjih plovnih rek. Renesansa je po vsej Evropi zbudila zanimanje za vse vrste umetnosti, kar se je pokazalo tudi v urbanistiki. Nastala je ideja o "idealnem mestu", ki naj bi bilo pravilne geometrične oblike, z natančno predvidenimi ulicami in simetrično lokacijo bivališč ter javnih zgradb. V vseh teh načrtih se spet uveljavi trg kot središče vsega dogajanja.

### Današnji trg
Tudi v naslednjih stoletjih so se gradila mesta, ki so združevala potrebo po fortifikaciji z osnovnimi potrebami  prebivalstva in večkrat je bila v ospredju skrb za estetiko, vendar pravilne geometrične oblike niso bile vedno mogoče. Je pa ostala povsod navada glavnega trga v središču naselja. Z naraščanjem mestnega prebivalstva so se tudi mestne površine vedno bolj širile in z novimi stavbami so se ustvarjali novi trgi. Danes ni več potrebe po obzidjih in obrambnih kanalih in gradnja novih mestnih četrti ne stremi več po simetričnih oblikah. Glavna skrb je zadostitev praktičnih zahtev, kar pomeni široke ulice in več odprtih prostorov ali trgov med hišami. Današnja vloga trga je prav zmanjšanje tesnobe, ki jo mestni človek občuti med štirimi stenami stanovanja.